# 赤嶺寿乃
赤嶺 寿乃（あかみね ひさの、1980年11月19日 - ）は、日本の女優、タレント。

## 来歴・人物
沖縄県那覇市出身。所属事務所は「トータルオブネットワーク」に所属。
堀越高等学校卒業。弟が2人いる。
一時期芸能界を引退したが、その後活動を再開。現在は結婚し、三児（一男二女）の母となっている。
女優の栗山絵美とはミュージカル『美少女戦士セーラームーン』で共演して以来交友がある。

## 主な出演作品

### テレビドラマ
- 学校の怪談 春のたたりスペシャル 第4話『呪われた課外授業』  （1999年3月30日、関西テレビ系） - 田口礼子 役
- 女神の恋 11話 - 13話、19話 （2003年、NHK）

### バラエティ
- 集まれ!ナンデモ笑学校 （1999年1月 - 3月、テレビ東京）
- 王様のブランチ （2000年4月 - 2001年1月、TBS）
- 王様のお夜食 （2000年4月 - 2001年1月、TBS）
- 南国楽園ショー （2002年8月 - 9月、フジテレビ）
- 地上の楽園。タヒチ （2003年9月、テレビ東京）

### CM
- アサヒビール（2007年）

### 舞台
- ミュージカル『美少女戦士セーラームーン』（1999年3月 - 2000年1月、サンシャイン劇場 他） - 水野亜美／セーラーマーキュリー 役   ※3代目
- HONK! みにくいアヒルの子（2002年）